# Harun Isa
Harun Isa (Tetovo, 21 giugno 1969) è un ex calciatore albanese, di ruolo attaccante.

## Palmarès

### Club

#### Competizioni nazionali
- Fußball-Regionalliga: 1

TeBe Berlino: 1995-1996